# 炮烙山
炮烙山（ほうろくさん）は、愛知県豊田市坂上町に存在する標高684メートルの山である。

## 概要
愛知県西加茂郡藤岡町、小原村、東加茂郡足助町、旭町、下山村、稲武町の6自治体が合併する前は、豊田市内で最も高い山であった。
山頂は豊田市坂上町、下平町、大沼町の境であり、松平地区、足助地区、下山地区の境界にあたる。ヒマワリ形の展望台「21世紀の城」があり、眺望に優れる。